# Real Unión
Real Unión Club je španělský fotbalový klub z Irúnu v autonomním společenství Baskicko. Klub byl založen dne 15. května 1915 a v současné době (k 2024/25) hraje v Primera División RFEF – skupině 2. Své domácí zápasy hraje na Stadium Gal s kapacitou 5 000 divák. Čtyři sezóny hrál La Ligu.

## Úspěchy
- Copa del Rey: 1918, 1924, 1927
- Copa Federación de España: 2014/15
- Segunda División B: 2002/03, 2008/09
- Tercera División: 1957/58, [ 1963/64, 1991/92, 1992/93

## Významní hráči
- Juan Legarreta
- Manuel Anatol
- René Petit
- Juan Ángel Seguro
- Patricio Arabolaza
- Ramón Eguiazábal
- Julio Elícegui
- Juan Errazquín
- Iker Gabarain
- Francisco Gamborena
- Javier Irureta
- Roberto López Ufarte
- Xabier Otermin
- Luis Regueiro
- Pedro Regueiro
- Manuel Sagarzazu

## Slavní trenéři
- Steve Bloomer
- Javier Zubillaga